# Revival (álbum de Eminem)
Revival é o nono álbum de estúdio do rapper americano Eminem lançado em 15 de dezembro de 2017 através das gravadoras Aftermath Entertainment, Shady Records e Interscope Records.
A produção do álbum ocorreu entre 2016 e 2017, em vários estúdios de gravação e foi tratada por vários produtores, incluindo Rick Rubin, Skylar Grey, o próprio Eminem e o produtor executivo Dr. Dre. Revival conta com participações de Beyoncé, Phresher, Ed Sheeran, Grey, P!nk, Kehlani, X Ambassadors e Alicia Keys.
O primeiro single do álbum, "Walk on Water" com participação de Beyoncé, foi lançado em 10 de novembro de 2017. "Untouchable" foi lançado como single promocional em 8 de dezembro de 2017. Em 13 de dezembro, Revival foi vazado na internet dois dias antes do lançamento. O segundo single do álbum, "River", com Ed Sheeran, foi lançado em 5 de janeiro de 2018. "Nowhere Fast", com a cantora Kehlani, foi lançado em 27 de março de 2018, como o terceiro single do álbum.

## Antecedentes
Eminem primeiro revelou que estava trabalhando em um álbum quando anunciou a canção "Campaign Speech" em seu Twitter em outubro de 2016, escrevendo "Não se preocupe, estou trabalhando em um álbum! Aqui está algo". Os rumores sobre a data de lançamento começaram no final de 2016, dizendo que o álbum seria chamado Sucess e que seria lançado em algum momento em janeiro de 2017. Uma lista de faixas falsas também foi vazada ao mesmo tempo. Alguns dos rumores de colaborações incluíram Adele, Chance the Rapper, Kid Cudi, Vince Staples e The Weeknd. Os rumores foram provocados novamente em fevereiro e março de 2017, quando Eminem anunciou que faria três shows em Reading, Glasgow e Leeds. Vários artigos de notícias diziam que, porque ele estava se apresentando, ele teria que lançar novos materiais para cantar, ou pelo menos pré-visualizar nos festivais.

## Lançamento e promoção
Em 10 de outubro de 2017, Eminem realizou um freestyle intitulado "The Storm" no BET Hip Hop Awards de 2017, criticando o presidente americano Donald Trump. O freestyle do rapper foi viral, acumulando milhões de visualizações e centenas de milhares de curtidas no YouTube em poucas semanas. A partir de 16 de dezembro de 2017, o vídeo passou a ter mais de 41 milhões de visualizações e 1 milhão de curtidas.
Em 25 de outubro de 2017, Paul Rosenberg publicou uma foto no Instagram segurando o álbum Trial by Fire de Yelawolf. No fundo da foto, há um anúncio publicitário promovendo um remédio chamado "Revival". A suspeita começou quando os fãs notaram que o 'E' em "Revival" era invertido, semelhante ao logotipo de Eminem. O site mostrado no anúncio publicitário revelava várias pistas. No site, um vídeo promocional sobre "Revival" fazia alusão à canção de Eminem "Lose Yourself". O site também fazia referência a "Sing for the Moment", "Brain Damage", "Fack", "Role Model" e "Any Man". De acordo com o site, "Revival" seria um remédio para o tratamento de "Atrox Rithimus", uma doença que obviamente não existe. O site também teria sido supostamente criado por uma das gravadoras de Eminem a Interscope Records. Essas pistas levaram os fãs a acreditar que o novo álbum de Eminem seria chamado Revival.
Em 28 de novembro de 2017, a data de lançamento do álbum - 15 de dezembro - foi anunciada através da conta no Instagram de Dr. Dre. Em 5 de dezembro de 2017, Eminem compartilhou uma lista completa de todas as faixas do seu álbum através da sua conta no Instagram. A lista apresenta um total de 19 faixas, incluindo uma faixa de interlúdio para o Revival, com participações de artistas como Phresher, Ed Sheeran, Skylar Grey, Alicia Keys, X Ambassadors, P!nk e Kehlani. Em 7 de dezembro de 2017, a capa do álbum foi revelada e projetada em vários prédios de Detroit.

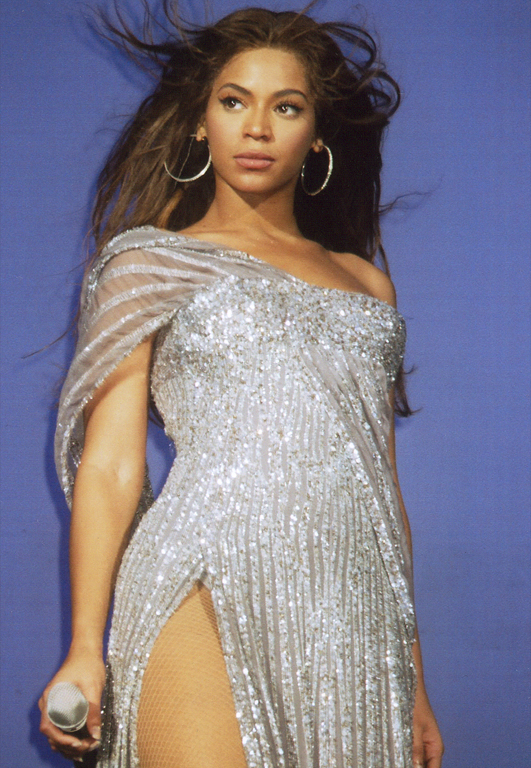
Beyoncé serviu como vocalista do single "Walk on Water".

### Singles
Em 8 de novembro de 2017, Eminem tweetou a imagem de uma nota de prescrição médica com as palavras "Walk on Water". Além disso, a nota médica foi rotulada com o logotipo de Revival. Isso causou a especulação de que o primeiro single seria intitulado "Walk on Water". Em 9 de novembro, Paul Rosenberg compartilhou um vídeo no Instagram que liga Revival com "Walk on Water" e confirma a canção, que foi posteriormente divulgada no dia seguinte. Um vídeo do áudio da canção foi publicado no canal do YouTube de Eminem. A partir de 16 de dezembro de 2017, o vídeo passou a ter mais de 50 milhões de visualizações e 1 milhão de curtidas.
Nos Estados Unidos, "Walk on Water" estreou em #14 na Billboard Hot 100, tornando-se a 57ª entrada para ambos os artistas no quadro. A canção foi performada pela primeira vez por Eminem no MTV Europe Music Awards de 2017 em 12 de novembro com a co-produtora e compositora Skylar Grey nos vocais. Ambos também performaram a canção no Saturday Night Live em 18 de novembro.
Eminem afirmou em seu site que iria lançar uma nova faixa em 8 de dezembro, isso levou ao single promocional "Untouchable". A canção apresenta um sample do duo Cheech & Chong.
Um remix da canção "Chloraseptic" com participação de 2 Chainz e Phresher foi lançado como single promocional em 8 de janeiro de 2018.

## Lista de faixas
| N.º            | Título                               | Compositor(es)                                  | Produtor(es)                        | Duração |  |
| 1.             | "Walk on Water" (part. Beyoncé)      | Marshal Mathers Holly Hafermann Miquel Sijbers  | Rick Rubin Skylar Grey              | 5:04    |  |
| 2.             | "Believe"                            | Mathers                                         | Alex da Kid                         | 5:15    |  |
| 3.             | "Chlorasepic" (part. Phresher)       | Mathers                                         | Mr. Porter                          | 5:01    |  |
| 4.             | "Untouchable"                        | Mathers Tommy Chong Gaye Delorme Richard Martin | Mr. Porter Emile Mark Batson Eminem | 6:10    |  |
| 5.             | "River" (part. Ed Sheeran)           | Mathers Sheeran                                 | Emile                               | 3:41    |  |
| 6.             | "Remind Me (Intro)"                  | Mathers                                         | Alex da Kid                         | 0:26    |  |
| 7.             | "Remind Me"                          | Mathers                                         | Rick Rubin                          | 3:45    |  |
| 8.             | "Revival (Interlude)"                | Mathers                                         | Boi-1da                             | 0:51    |  |
| 9.             | "Like Home" (part. Alicia Keys)      | Mathers Hafermann Alicia Cook                   | Alex da Kid                         | 4:47    |  |
| 10.            | "Bad Husband" (part. X Ambassadors)  | Mathers                                         | Alex da Kid                         | 4:12    |  |
| 11.            | "Tragic Endings" (part. Skylar Grey) | Mathers Hafermann                               | Alex da Kid                         | 4:12    |  |
| 12.            | "Framed"                             | Mathers                                         |                                     | 4:13    |  |
| 13.            | "Nowhere Fast" (part. Kehlani)       | Mathers Kehlani Parrish                         |                                     | 4:24    |  |
| 14.            | "Heat"                               | Mathers                                         | Rick Rubin                          | 4:10    |  |
| 15.            | "Offended"                           | Mathers                                         | illa da Producer                    | 5:20    |  |
| 16.            | "Need Me" (part. P!nk)               | Mathers Hafermann Alicia Moore                  | Alex da Kid                         | 4:25    |  |
| 17.            | "In Your Head"                       | Mathers                                         | Scram Jones                         | 3:02    |  |
| 18.            | "Castle"                             | Mathers                                         |                                     | 4:14    |  |
| 19.            | "Arose"                              | Mathers                                         |                                     | 4:34    |  |
| Duração total: | Duração total:                       | Duração total:                                  | Duração total:                      | 77:39   |  |

## Recepção
| Críticas profissionais | Críticas profissionais |
| Pontuações agregadas   | Pontuações agregadas   |
| Fonte                  | Avaliação              |
| ---------------------- | ---------------------- |
| Metacritic             | 50/100                 |
| Avaliações da crítica  |                        |
| Fonte                  | Avaliação              |
| AllMusic               | [ 34 ]                 |
| Consequence of Sound   | F                      |
| The Guardian           | [ 1 ]                  |
| HipHopDX               | [ 36 ]                 |
| The Daily Telegraph    | [ 37 ]                 |
| The A.V. Club          | D+                     |
| NME                    | [ 39 ]                 |
| Pitchfork              | 5/10                   |
| Rolling Stone          | [ 41 ]                 |
| Slant Magazine         | [ 42 ]                 |

### Crítica
Após o lançamento, Revival recebeu críticas mistas e também negativas de críticos da música. No Metacritic, que atribui uma classificação de 0 a 100, Revival recebeu uma pontuação média de 50 com base em 24 comentários de críticos, indicando "revisões mistas ou médias". Don Needham do The Guardian criticou a produção e o foco do álbum, afirmando que "Se Eminem pensa que sua caixa de truques verbais pode superar a fraqueza de qualquer via de apoio, seus álbuns recentes têm demonstrado o contrário".
Em uma crítica mordaz, Jon Caramanica, do The New York Times, observa que, embora o álbum seja "provavelmente o melhor de seus álbuns recentes", ele critica a aparente falta de consciência de Eminem para a evolução do som do hip hop em geral, argumentando que ele também está "atento à sua própria estética". Comparando Revival com o estilo musical de trabalhos anteriores de Eminem, Matthew Ismael Ruiz, da Pitchfork, afirmou que "Musicalmente, Revival não é diferente, cheio de toques de piano e características pop-star que ecoam os cantos mais cinicamente comerciais de seu catálogo. O valor de choque não vem dos ganchos esmagadoramente brutais do álbum ou do humor encolerizado (do qual há abundância), mas dos momentos em que seu crescimento como humano é mais aparente", concluindo que "Revival é outro álbum de última-carreira que faz pouco de seu legado".
Em um revisão positiva, Neil McCormick, do The Daily Telegraph declarou que Revival "representa Eminem na melhor forma, o que significa imparável, imbatível, mas sempre indefensável".

### Desempenho comercial
Revival entrou no topo da UK Albums Chart, com equivalentes 132.000 cópias vendidas em sua primeira semana, onde teve a segunda maior estreia do ano atrás de ÷ de Ed Sheeran e deu ao rapper seu oitavo álbum consecutivo na primeira posição. O álbum então foi ultrapassado por ÷ uma semana depois. É também o seu oitavo álbum consecutivo no topo da Billboard 200, onde estreou com 197.000 cópias entre 267 mil unidades equivalente do álbum. Como resultado, Eminem tornou-se o primeiro artista musical a ter oito álbuns consecutivos no topo da parada americana. Além disso, chegou na primeira posição na Austrália, tornando-se sua nona entrada no topo da ARIA Charts.

## Desempenho nas paradas musicais

### Posições
| Parada musical (2017–18)              | Melhor posição |
| ------------------------------------- | -------------- |
| Alemanha (Offizielle Deutsche Charts) | 2              |
| Austrália (ARIA)                      | 1              |
| Bélgica (Ultratop Valônia)            | 20             |
| Bélgica (Ultratop Flandres)           | 6              |
| Canadá (Billboard)                    | 1              |
| Dinamarca (Hitlisten)                 | 2              |
| Escócia (Official Charts Company)     | 2              |
| Espanha (PROMUSICAE)                  | 18             |
| Estados Unidos (Billboard 200)        | 1              |
| Estados Unidos (R&B/Hip-Hop Albums)   | 1              |
| Finlândia (Suomen virallinen lista)   | 1              |
| França (SNEP)                         | 13             |
| Hungria (MAHASZ)                      | 14             |
| Irlanda (IRMA)                        | 3              |
| Itália (FIMI)                         | 7              |
| Noruega (VG-lista)                    | 1              |
| Nova Zelândia (RMNZ)                  | 3              |
| Países Baixos (Dutch Charts)          | 1              |
| Reino Unido (OCC)                     | 1              |
| Suécia (Sverigetopplistan)            | 2              |
| Suíça (Schweizer Hitparade)           | 1              |

## Certificações
| País                       | Certificação | Vendas  |
| -------------------------- | ------------ | ------- |
| Áustria (IFPI Áustria)     | Ouro         | 7.500   |
| Canadá (Music Canadá)      | Platina      | 80.000  |
| Dinamarca (IFPI Dinamarca) | Ouro         | 10.000  |
| França (SNEP)              | Ouro         | 50.000  |
| Itália (FIMI)              | Ouro         | 25.000  |
| Nova Zelândia (RMNZ)       | Ouro         | 7.500   |
| Reino Unido (BPI)          | Ouro         | 233.000 |

## Histórico de lançamento
| País   | Data                   | Formato             | Gravadora                  |
| ------ | ---------------------- | ------------------- | -------------------------- |
| Vários | 15 de dezembro de 2017 | CD download digital | Shady Aftermath Interscope |